# Dänische Badmintonmeisterschaft 1942
Die Dänische Badmintonmeisterschaft 1942 fand in Kopenhagen statt. Es war die zwölfte Austragung der nationalen Titelkämpfe im Badminton in Dänemark.

## Titelträger
| Disziplin    | Sieger                                       |
| ------------ | -------------------------------------------- |
| Herreneinzel | Tage Madsen, Skovshoved IF                   |
| Dameneinzel  | Tonny Olsen, Gentofte BK                     |
| Herrendoppel | Tage Madsen Carl Frøhlke, Skovshoved IF      |
| Damendoppel  | Ruth Dalsgaard Jytte Thayssen, Skovshoved IF |
| Mixed        | Tage Madsen Ruth Dalsgaard, Skovshoved IF    |